# Martin Zlomislić
Martin Zlomislić (Posušje, 16 agosto 1998) è un calciatore bosniaco, portiere del Rijeka e della nazionale bosniaca.

## Carriera

### Nazionale
Nell'ottobre del 2024 ha ricevuto la prima convocazione con la nazionale bosniaca, con cui ha esordito il 19 novembre seguente, nella partita di UEFA Nations League pareggiata per 1-1 contro i Paesi Bassi.

## Statistiche

### Presenze e reti nei club
Statistiche aggiornate al 19 novembre 2024.
| Stagione             | Squadra              | Campionato           | Campionato | Campionato | Coppe nazionali | Coppe nazionali | Coppe nazionali | Coppe continentali | Coppe continentali | Coppe continentali | Altre coppe | Altre coppe | Altre coppe | Totale | Totale |
| Stagione             | Squadra              | Comp                 | Pres       | Reti       | Comp            | Pres            | Reti            | Comp               | Pres               | Reti               | Comp        | Pres        | Reti        | Pres   | Reti   |
| -------------------- | -------------------- | -------------------- | ---------- | ---------- | --------------- | --------------- | --------------- | ------------------ | ------------------ | ------------------ | ----------- | ----------- | ----------- | ------ | ------ |
| 2017-2018            | Široki Brijeg        | PL                   | 2          | -4         | CB              | 1               | -1              | UEL                | 0                  | 0                  | -           | -           | -           | 3      | -5     |
| 2018-2019            | Široki Brijeg        | PL                   | 4          | -4         | CB              | 1               | -1              | -                  | -                  | -                  | -           | -           | -           | 5      | -5     |
| 2019-2020            | Široki Brijeg        | PL                   | 19         | -22        | CB              | 0               | 0               | UEL                | 2                  | -4                 | -           | -           | -           | 21     | -26    |
| 2020-2021            | Široki Brijeg        | PL                   | 13         | -13        | CB              | 1               | -2              | -                  | -                  | -                  | -           | -           | -           | 14     | -15    |
| Totale Široki Brijeg | Totale Široki Brijeg | Totale Široki Brijeg | 38         | -43        |                 | 3               | -4              |                    | 2                  | -4                 |             | -           | -           | 43     | -51    |
| 2021-2022            | Rijeka               | 1.HNL                | 9          | -16        | CC              | 1               | 0               | UECL               | 0                  | 0                  | -           | -           | -           | 10     | -16    |
| 2022-2023            | Rijeka               | HNL                  | 0          | 0          | CC              | 2               | -3              | UECL               | 0                  | 0                  | -           | -           | -           | 2      | -3     |
| 2023-2024            | Rijeka               | HNL                  | 1          | 0          | CC              | 6               | -4              | UECL               | 0                  | 0                  | -           | -           | -           | 7      | -4     |
| 2024-2025            | Rijeka               | HNL                  | 12         | -5         | CC              | 1               | 0               | UEL+UCoL           | 4+2                | -3 + -6            | -           | -           | -           | 19     | -14    |
| Totale Rijeka        | Totale Rijeka        | Totale Rijeka        | 22         | -21        |                 | 10              | -7              |                    | 6                  | -9                 |             | -           | -           | 38     | -37    |
| Totale carriera      | Totale carriera      | Totale carriera      | 60         | -64        |                 | 13              | -11             |                    | 8                  | -13                |             | -           | -           | 81     | -88    |

### Cronologia presenze e reti in nazionale
| Cronologia completa delle presenze e delle reti in nazionale ― Bosnia ed Erzegovina | Cronologia completa delle presenze e delle reti in nazionale ― Bosnia ed Erzegovina | Cronologia completa delle presenze e delle reti in nazionale ― Bosnia ed Erzegovina | Cronologia completa delle presenze e delle reti in nazionale ― Bosnia ed Erzegovina | Cronologia completa delle presenze e delle reti in nazionale ― Bosnia ed Erzegovina | Cronologia completa delle presenze e delle reti in nazionale ― Bosnia ed Erzegovina | Cronologia completa delle presenze e delle reti in nazionale ― Bosnia ed Erzegovina | Cronologia completa delle presenze e delle reti in nazionale ― Bosnia ed Erzegovina |
| Data                                                                                | Città                                                                               | In casa                                                                             | Risultato                                                                           | Ospiti                                                                              | Competizione                                                                        | Reti                                                                                | Note                                                                                |
| ----------------------------------------------------------------------------------- | ----------------------------------------------------------------------------------- | ----------------------------------------------------------------------------------- | ----------------------------------------------------------------------------------- | ----------------------------------------------------------------------------------- | ----------------------------------------------------------------------------------- | ----------------------------------------------------------------------------------- | ----------------------------------------------------------------------------------- |
| 19-11-2024                                                                          | Zenica                                                                              | Bosnia ed Erzegovina                                                                | 1 – 1                                                                               | Paesi Bassi                                                                         | UEFA Nations League 2024-2025 - 1º turno                                            | -1                                                                                  |                                                                                     |
| Totale                                                                              |                                                                                     | Presenze                                                                            | 1                                                                                   |                                                                                     | Reti                                                                                | -1                                                                                  |                                                                                     |

## Palmarès
- Campionato croato: 1

Rijeka: 2024-2025
- Coppa di Croazia: 1

Rijeka: 2024-2025